# Giovanni Sforza

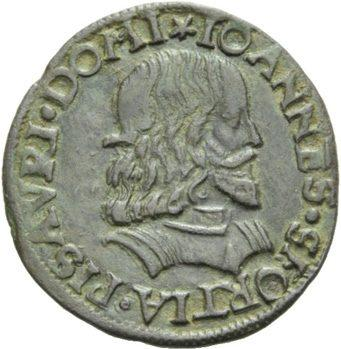
Münze aus dem 16. Jahrhundert mit dem Bildnis von Giovanni Sforza

Giovanni Sforza (* 5. Juli 1466 in Pesaro; † 27. Juli 1510 ebenda) war Vikar von Chiesa und von 1483 bis 1500 und erneut von 1503 bis 1510 Stadtherr von Pesaro.

## Leben
Giovanni Sforza war der uneheliche Sohn des Costanzo I. Sforza (1447–1483) und dessen Geliebter Fiora Boni. Sein Vater und sein Großvater Alessandro Sforza (1409–1473) waren beides Herren von Pesaro. Nach dem Tod seines Vaters 1483 regierte zunächst seine Stiefmutter Camilla Marzano d’Aragona für ihn.
Giovanni heiratete am 27. Oktober 1489 in erster Ehe Maddalena Gonzaga (* 1472 in Mantua; † 8. Januar 1490 in Pesaro), die Tochter des Federico I. Gonzaga, Markgraf von Mantua, und seiner Ehefrau Margherita von Bayern. Zur Feier dieses Anlasses führte die jüdische Gemeinde von Pesaro auf eigene Kosten die Geschichte von Judith und Holofernes auf.
In zweiter Ehe heiratete er am 12. Juni 1493 Lucrezia Borgia (* 14. August 1480 in Rom; † 24. Juni 1519 in Ferrara), die Tochter des Papstes Alexander VI. und Schwester von Cesare Borgia. Am 20. Dezember 1497 wurde diese Ehe wegen seiner angeblichen Impotenz geschieden. Der wütende Giovanni revanchierte sich mit der Behauptung, seine Ehe sei nur aufgelöst worden, damit der Papst und Cesare ungestört Blutschande mit Lucrezia treiben könnten.
Giovanni heiratete im Jahr 1502 in dritter Ehe Ginevra Tiepolo. Mit ihr bekam er den Sohn und Erben Giovanni Maria Sforza (in anderen Quellen auch als Giuseppe Maria erwähnt), genannt Costanzo II. (* 24. Februar 1510 in Gradara; † 5. August 1512). Er war von 1510 bis 1512 Vikar von Chiesa und Herr von Pesaro. Giovanni hatte auch noch die uneheliche Tochter Isabella (* 1503; † 1561), die er legitimierte und die später Cipriano del Nero, Barone di Porcigliano, heiratete.